# Stadtbahn Hannover
Stadtbahn Hannover – system kolei miejskiej funkcjonujący w Hanowerze i okolicznych miejscowościach, w Niemczech. Powstał w wyniku gruntownej przebudowy istniejącej sieci tramwajowej, do standardu noszącego cechy premetra i szybkiego tramwaju. Składa się z 14 linii, w tym jednej kursującej tylko w nocy.

## Historia
Pierwsze tramwaje konne w Hanowerze ruszyły w 1872 roku. W 1893 roku pojawiły się tramwaje akumulatorowe, a w 1903 roku elektryczne. Wraz z rozwojem sieci tramwaje zaczęły wyjeżdżać poza miasto, docierając nawet do tak odległych miejscowości, jak oddalone o 30 km od Hanoweru Hildesheim. W latach 30. XX wieku sieć osiągnęła swoją maksymalną długość 167 km.

Schemat tuneli kolei miejskiej w Hanowerze z zaznaczoną, niezrealizowaną trasą D

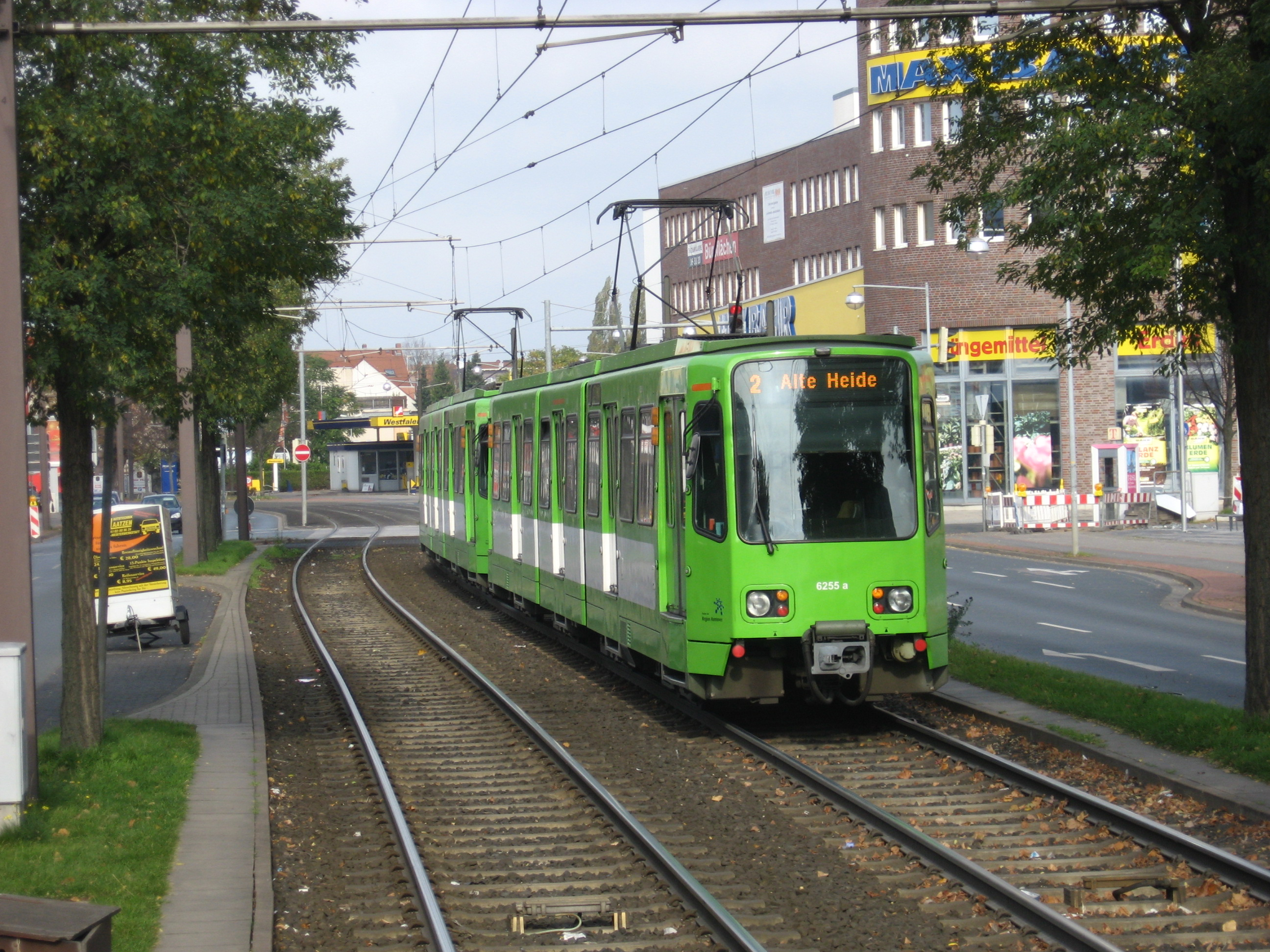
Skład TW 6000 na odcinku naziemnym w obsłudze linii nr 2

W latach 60. XX wieku w celu zwiększenia wydajności sieci i uniezależnienia jej od rosnącego ruchu samochodów podjęto plany budowy systemu metra. Po przeprowadzeniu niezbędnych analiz i prac projektowych, 23 czerwca 1965 roku rada miejska podjęła stosowne uchwały – plan przewidywał budowę czterech linii, oznaczonych literami:
- linia A: Buchholz – Hauptbahnhof – Kröpcke – Wettbergen/Badenstedt
- linia B: Sarstedt – Laatzen – Aegidientorplatz – Kröpcke – Hauptbahnhof – Langenhagen/Bothfeld
- linia C: Misburg – Marienstraße – Aegidientorplatz – Kröpcke – Steintor – Garbsen
- linia D: Kronsberg – Marienstraße – Hauptbahnhof – Steintor – Limmer – Harenberg

Prace rozpoczęto 16 listopada 1965 r., jednak ze względu na problemy finansowe zostały szybko przerwane. Mając to na uwadze, podjęto decyzję o rezygnacji z budowy tradycyjnego metra i ograniczeniu się jedynie do budowy tuneli na obszarze centrum miasta, a poza nim na połączeniu z istniejącymi trasami tramwajowymi, które w późniejszym czasie miały zostać odpowiednio zmodernizowane i maksymalnie możliwie oddzielone od ruchu drogowego, w wyniku czego miała powstała sieć lekkiej kolei miejskiej, zwanej w języku niemieckim Stadtbahn. Same tunele wybudowano jednak tak, aby technicznie możliwe było w nieokreślonej przyszłości powrócić do koncepcji metra, bez ingerowania w konstrukcję ukończonych budowli.

Schemat linii kolei miejskiej w Hanowerze

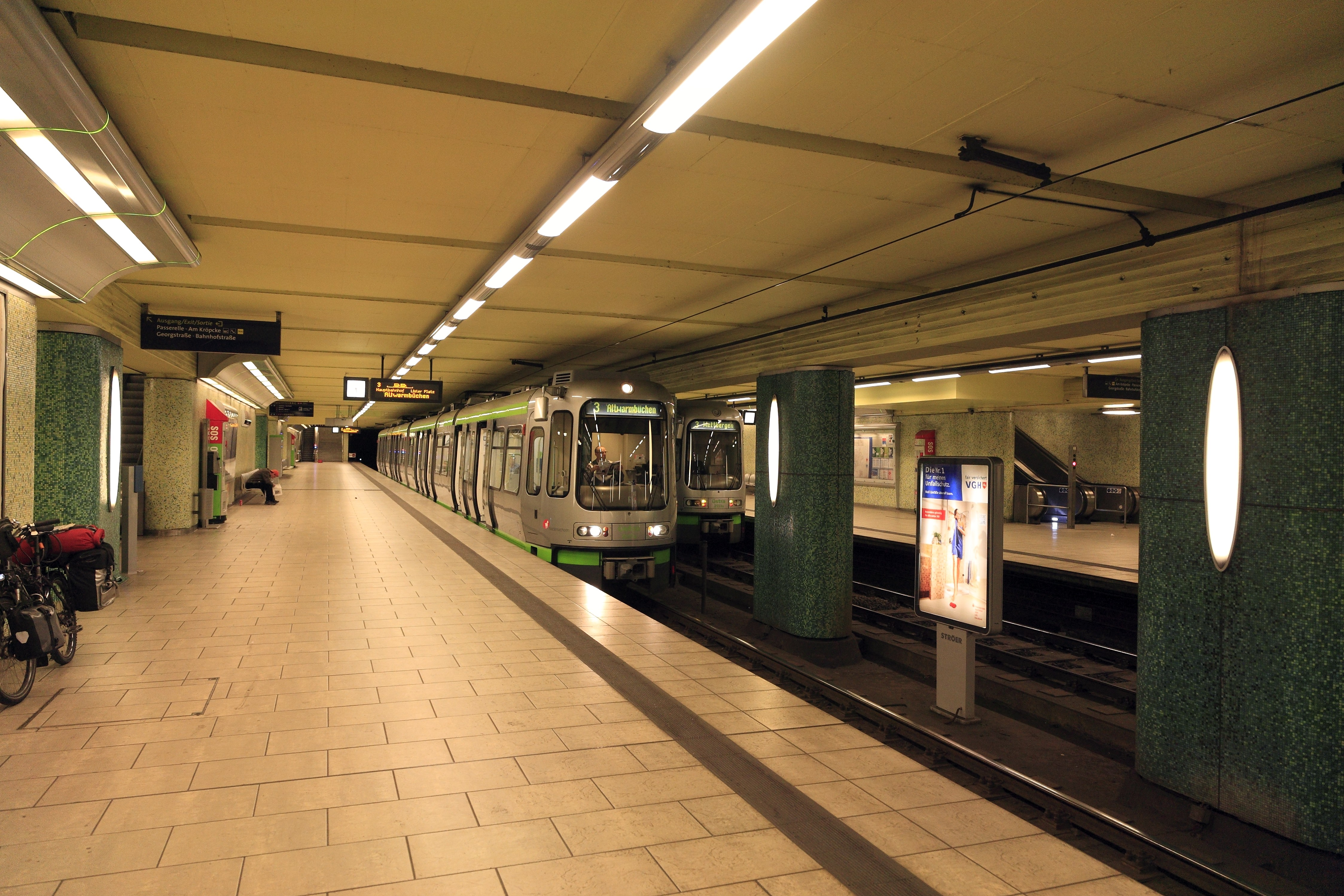
Główna stacja przesiadkowa na sieci – Kröpcke

Pierwszy odcinek tunelu A między stacjami Hauptbahnhof a Waterloo został otwarty dla ruchu 26 września 1975 roku. Do obsługi linii w zakładach Düwag oraz LHB zamówiono łącznie 260 wagonów typu TW 6000. W 1976 roku ukończono cały tunel A w centrum miasta, a rok później otwarto jedyną do dzisiaj stację podziemną położoną z dala od centrum – Mühlenberger Markt. Do 1993 roku ukończono budowę w śródmieściu tuneli A, B i C. Jednocześnie sukcesywnie modernizowano naziemne odcinki położone poza centrum, dostosowując je do większej skrajni taboru, a także podwyższając i wydłużając perony.
Wraz z podstępującą budową tras podziemnych zamknięto większość naziemnych linii tramwajowych w centrum. Tramwaje na kolejnych trasach były sukcesywnie wypierane przez Stadtbahn. Ostatnia regularna linia tramwajowa (nr 16) zakończyła kursowanie w Hanowerze we wrześniu 1996 roku. Do lipca 1998 roku kursowała jeszcze specjalna linia tramwajowa obsługiwana pojazdami zabytkowymi.
Ważnym wydarzeniem dla sieci Stadtbahn była organizacja przez miasto Hanower wystawy światowej Expo 2000. W celu lepszej obsługi terenów targowych wybudowano trasę do pętli Messe/Ost o bardzo wysokim standardzie technicznym, wraz z około 150-metrowym tunelem pod ulicą Brabeckstraße. Przed targami zamówiono także 144 nowych wagonów typów TW 2000 i TW 2500. Po zakończeniu wystawy rozpoczął się proces wycofywania z ruchu najstarszych wagonów typu TW 6000, z których część została sprzedana za granicę, m.in. do Budapesztu.

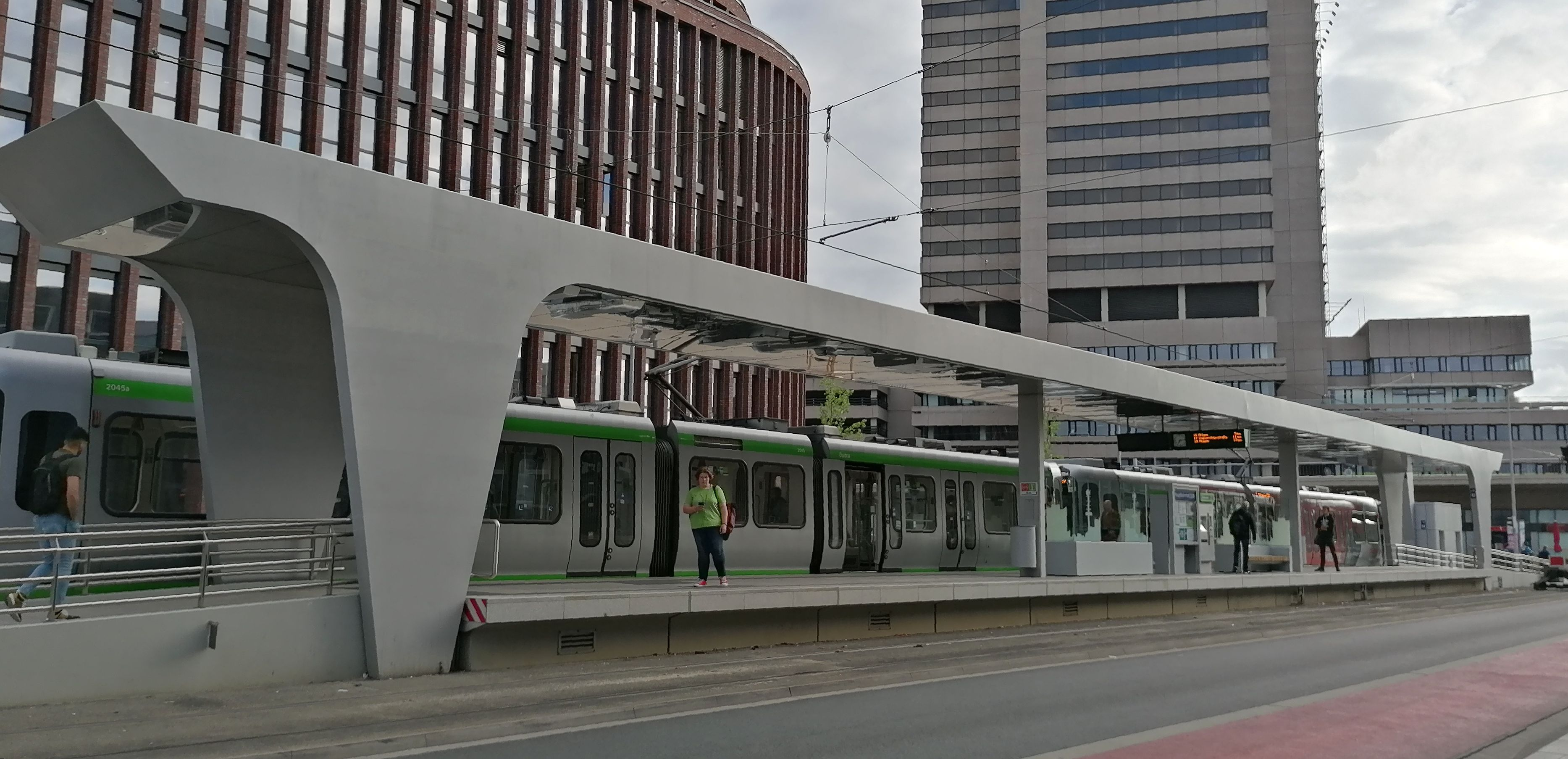
Otwarta w 2019 roku nowa krańcówka Hauptbahnhof-ZOB dla linii 10 i 17

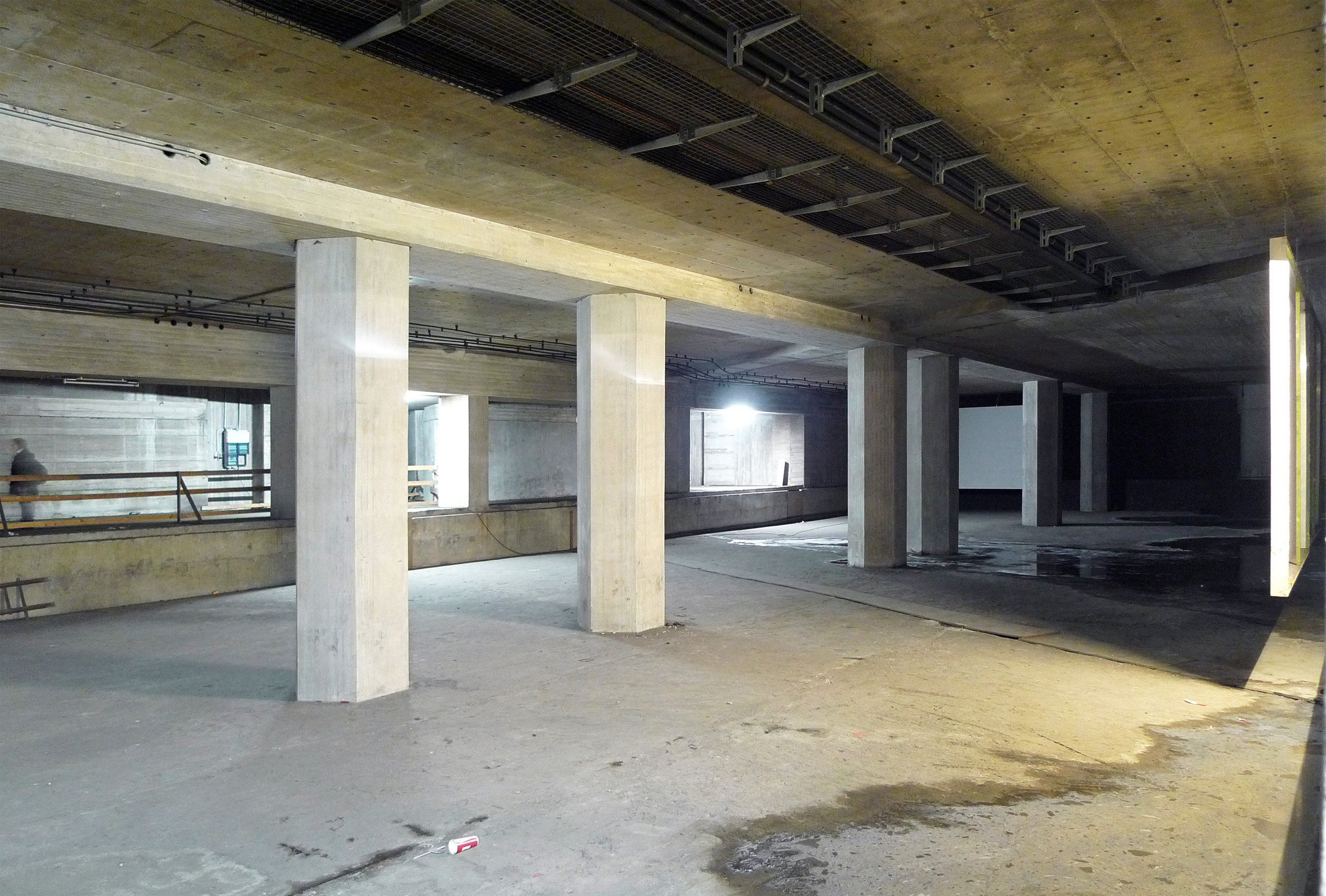
Nieukończona stacja Hauptbahnhof linii D

Jedyną inwestycją, której nie dokończono była budowa tunelu D. Wykonano jedynie krótkie fragmenty w trakcie budowy innych tuneli (m.in. stację Hauptbahnhof). Pojazdy linii 10 i 17 w dalszym ciągu korzystały w ciągu tej trasy z torowisk naziemnych, poprowadzonych ulicami. W 2012 roku, po wielu latach burzliwych dyskusji, tłumacząc się wysokimi kosztami miasto ostatecznie zarzuciło plany budowy tunelu D, decydując się na modernizację naziemnej trasy wzdłuż ulic Goethestraße i Kurt-Schumacher-Straße. Trasa została wyremontowana w standardzie analogicznym do tych poprowadzonych po przedmieściach – wybudowano wysokie perony, jednak pozostawiono kolizyjność z ruchem samochodowym. Decyzja ta spotkała się z krytyką mieszkańców miasta. W dniu 25 maja 2017 roku zamknięto naziemną trasę prowadzącą z Rosenstraße do Aegidientorplatz o długości około 1 kilometra, w zamian za to 18 września 2017 roku otwierając nową krańcówkę linii 10 i 17, Hauptbahnhof/ZOB o długości 0,4 km.
Pod koniec 2023 roku, po otwarciu nowej trasy do miasta Hemmingen, długość sieci Stadtbahn wynosiła 125,4 km, w tym 18,6 km w tunelach.

## Linie
Sieć składa się łącznie z 14 linii, w tym 11 kursujących zarówno w dzień jak i w nocy (numery od 1 do 9, 11 oraz 13), dwóch kursujących tylko w dzień (numery 10 i 17) oraz jednej kursującej tylko w nocy (numer 12). Poszczególne linie są oznaczone czterema kolorami, w celu odróżnienia, którymi trasami kursują przez centrum Hanoweru. I tak, kolorem niebieskim oznaczone są linie kursujące tunelem A (3, 7, 9, 12 i 13), kolorem czerwonym tunelem B (1, 2 i 8), kolorem żółtym tunelem C (4, 5, 6, 11), natomiast kolorem zielonym linie kursujące naziemną trasą do dworca Hauptbahnhof/ZOB (10 i 17). 
Stan na styczeń 2025 r.
| Linia | Trasa | Tunel | Długość [km] | Czas przejazdu [min] | Stacje/ przystanki | Uwagi |
| ----- | --- | ----- | ------------ | -------------------- | ------------------ | --- |
| 1     | Langenhagen – Alter Flughafen – Büttnerstraße – Dragonerstraße – Werderstraße – Hauptbahnhof – Kröpcke – Aegidientorplatz – Peiner Straße – Bothmerstraße – Laatzen-Birkenstraße – Laatzen-Zentrum – Laatzen (– Rethen – Gleidingen – Heisede – Sarstedt)              | B     | 27,7         | 65                   | 44                 | Co drugi kurs na trasie skróconej do Laatzen, pozostałe kursują do Sarstedt.                                                     |
| 2     | Alte Heide – Vahrenheider Markt – Büttnerstraße – Dragonerstraße – Werderstraße –Hauptbahnhof – Kröpcke – Aegidientorplatz – Peiner Straße (– Bothmerstraße – Laatzen-Birkenstraße – Laatzen-Krankenhaus – Laatzen-Ginsterweg – Rethen – Gleidingen)                   | B     | 22,0         | 51                   | 36                 | Od poniedziałku do soboty co drugi kurs na trasie skróconej do Peiner Straße, pozostałe kursują do Gleidingen.                   |
| 3     | Altwarmbüchen – Paracelsusweg – Noltemeyerbrücke – Vier Grenzen – Lister Platz – Hauptbahnhof – Kröpcke – Waterloo – Stadionbrücke – Bahnhof Linden-Fischerhof – Wallensteinstraße – Mühlenberger Markt – Wettbergen                                                   | A     | 18,4         | 41                   | 31                 | |
| 4     | Garbsen – Bahnhof Leinhausen – Herrenhäuser Gärten – Leibniz Universität – Königsworther Platz – Steintor – Kröpcke – Aegidientorplatz – Marienstraße – Kantplatz – Nackenberg – Bahnhof Karl-Wiechert-Allee – Misburger Straße – Medizinische Hochschule – Roderbruch | C     | 19,7         | 44                   | 33                 | |
| 5     | Stöcken – Bahnhof Leinhausen – Herrenhäuser Gärten – Leibniz Universität – Königsworther Platz – Steintor – Kröpcke – Aegidientorplatz – Marienstraße – Kantplatz – Nackenberg – Großer Hillen – Tiergarten – Anderten                                                 | C     | 17,1         | 40                   | 29                 | |
| 6     | Nordhafen – Bahnhof Nordstadt – Christuskirche – Steintor – Kröpcke – Aegidientorplatz – Marienstraße – Kinderkrankenhaus auf der Bult – Brabeckstraße – Kronsberg – Messe-Ost                                                                                         | C     | 17,9         | 39                   | 30                 | |
| 7     | Misburg – Paracelsusweg – Noltemeyerbrücke – Vier Grenzen – Lister Platz – Hauptbahnhof – Kröpcke – Waterloo – Stadionbrücke – Bahnhof Linden/Fischerhof – Wallensteinstraße – Mühlenberger Markt – Wettbergen                                                         | A     | 17,5         | 40                   | 30                 | |
| 8     | (Dragonerstraße – Werderstraße –) Hauptbahnhof – Kröpcke – Aegidientorplatz – Peiner Straße – Bothmerstraße – Am Mittelfelde – Messe-Nord | B     | 8,6          | 18                   | 13                 | Od poniedziałku do piątku w godzinach szczytu kursuje na trasie wydłużonej do Dragonerstraße, pozostałe kursują do Hauptbahnhof. |
| 9     | Hauptbahnhof – Kröpcke – Waterloo – Schwarzer Bär – Lindener Marktplatz – Am Soltekampe – Empelde | A     | 7,9          | 25                   | 16                 | |
| 10    | Ahlem – Brunnenstraße – Leinaustraße – Am Küchengarten – Glocksee – Goetheplatz – Steintor – Hauptbahnhof-ZOB | –     | 6,1          | 20                   | 13                 | Nie kursuje w nocy. |
| 11    | Haltenhoffstraße – Christuskirche – Steintor – Kröpcke – Aegidientorplatz – Marienstraße – Hannover Congress Centrum – Zoo | C     | 7,3          | 17                   | 12                 | |
| 12    | Ahlem – Brunnenstraße – Leinaustraße – Am Küchengarten – Glocksee – Humboldtstraße – Waterloo – Kröpcke – Hauptbahnhof | A     | 7,5          | 20                   | 14                 | Kursuje tylko w nocy. |
| 13    | Fasanenkrug – Bothfeld – Noltemeyerbrücke – Vier Grenzen – Lister Platz – Hauptbahnhof – Kröpcke – Waterloo – Stadionbrücke – Bahnhof Linden/Fischerhof – Wallensteinstraße – Hemmingen                                                                                | A     | 16,5         | 39                   | 29                 | |
| 17    | Hauptbahnhof-ZOB – Steintor – Goetheplatz – Schwarzer Bär – Stadionbrücke – Bahnhof Linden/Fischerhof – Wallensteinstraße | –     | 5,6          | 17                   | 12                 | Nie kursuje w nocy. |

## Tabor

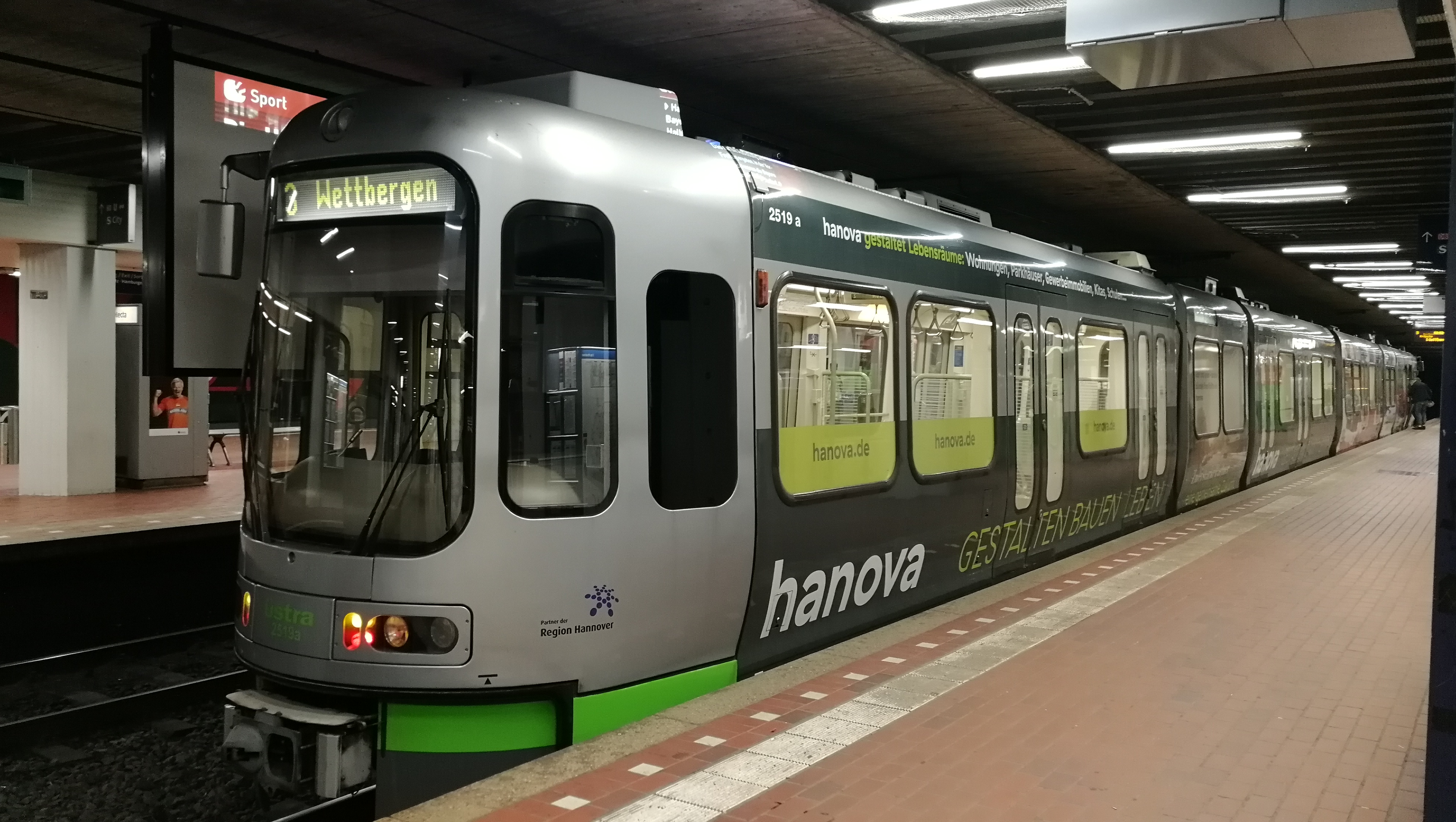
TW 2500 na stacji Hauptbahnhof w obsłudze linii nr 3

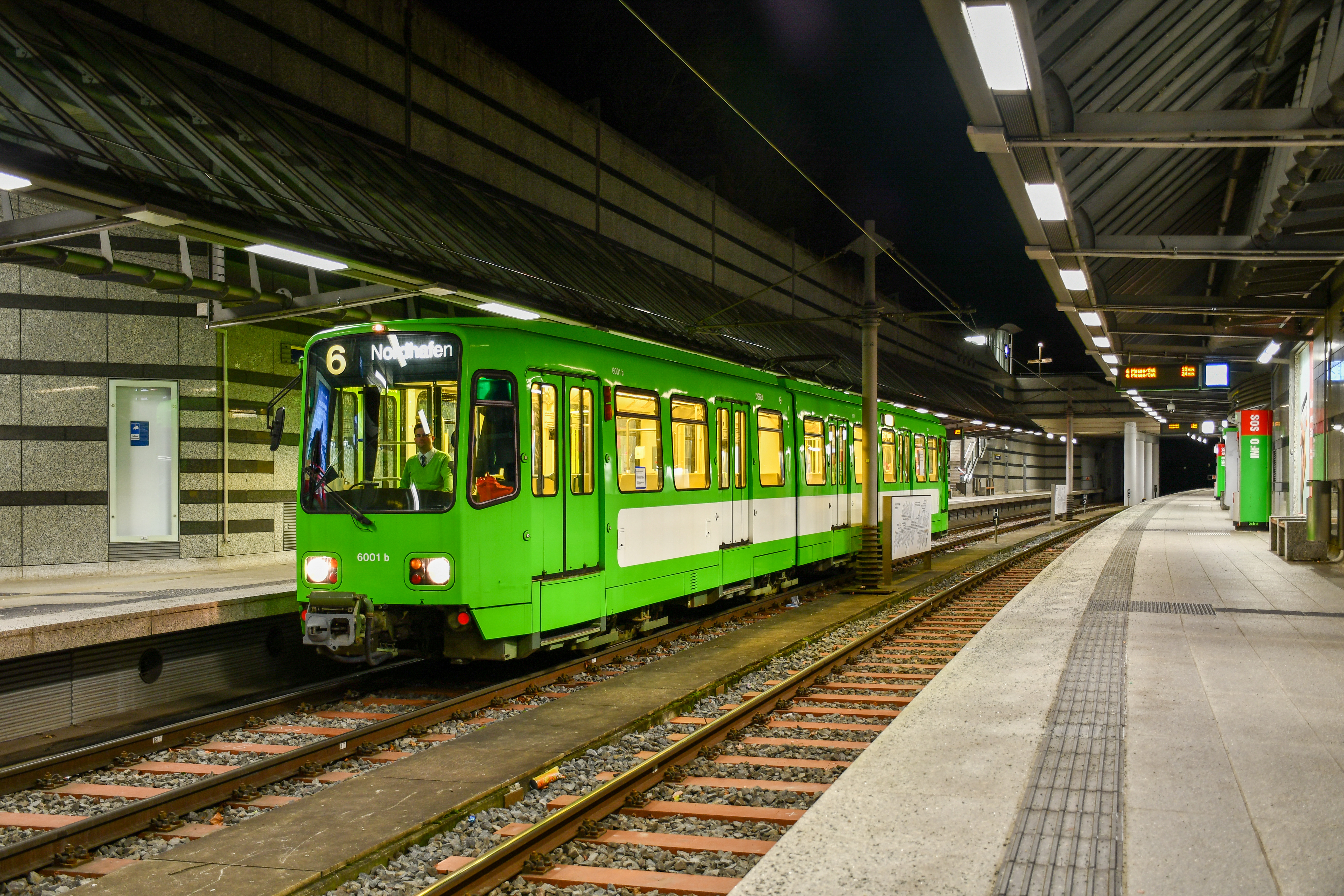
Pojedynczy TW 6000 na stacji Brabeckstraße w obsłudze linii nr 6

Na tabor kolei miejskiej w Hanowerze składają się cztery typy taboru. Ich stan na koniec 2023 roku przedstawiono w tabeli poniżej.
| Typ     | Ilość | Producent            | Lata produkcji | Długość |
| ------- | ----- | -------------------- | -------------- | ------- |
| TW 6000 | 55    | Düwag/LHB            | 1980–1992      | 28,3 m  |
| TW 2000 | 47    | LHB/Siemens          | 1997–1999      | 25,8 m  |
| TW 2500 | 96    | LHB/Siemens          | 1997–2000      | 24,8 m  |
| TW 3000 | 153   | Vossloh Kiepe/Alstom | 2013–2020      | 25,2 m  |

Pojazdy typów TW 2000 i TW 3000 na co dzień można spotkać pojedynczo bądź w zestawach podwójnych lub potrójnych, natomiast TW 6000 w podwójnych. O ile perony stacji podziemnych mają długość 100 m (aby mogły się przy nich zatrzymywać w przyszłości pociągi metra), o tyle infrastruktura naziemna jest dostosowana do pociągów o maksymalnej długości 75 metrów. Wyjątkiem jest fragment trasy B pomiędzy Hauptbahnhof, a pętlą Messe/Nord, gdzie perony zostały wydłużone do 93 metrów, aby w czasie organizacji imprez na terenie targów hanowerskich można było formować składy złożone z trzech wagonów TW 6000 lub czterech TW 2000/TW 3000. Wagony typu TW 3000 jako jedyne nie posiadają wysuwanych stopni, w związku z czym mogą być eksploatowane tylko na liniach, na których nie występują jeszcze niezmodernizowane perony niskie. Pojazdy typu TW 2500 są kompatybilne z TW 2000 i różnią się od tych drugich jedynie przejściem międzywagonowym zamiast drugiej kabiny sterowniczej na jednym z końców wagonu. Kursują one w mieszanych konfiguracjach: TW 2000+TW 2500+TW 2500, TW 2000+TW 2000+TW 2000, TW 2000+TW 2000 lub TW 2500+TW 2500. Na porządku dziennym w Hanowerze, nawet w trakcie kursu, jest rozłączanie i łączenie składów składających się z kilku pojazdów, dostosowując w ten sposób pojemność taboru do popytu. Sama procedura nie trwa długo i jest możliwa dzięki zastosowaniu w wagonach sprzęgów automatycznych.